# Součinitel ztráty třením
Součinitel ztráty třením {\displaystyle \lambda } [-] je jedním ze základních členů Darcy-Weisbachovy rovnice. Standardně se používá v rámci výpočtů tlakových potrubí, v případě otevřených koryt slouží hlavně k teoretickým úvahám. Pro jeho určení existuje několik vzorců různých autorů, v praxi se též často používá speciální nomogram (Moodyho graf).

## Určení součinitele ztráty třením
Součinitel ztráty třením vychází z pokusů Nikuradseho, který pracoval s potrubím uvnitř pokrytým homogenní pískovou drsností (podrobněji viz např.). Jeho původní graf již v podstatě měl strukturu současně používaného Moodyho grafu. Během doby se však prokázalo, že pro technické potrubí s drsností nehomogenní závislost odvozená Nikuradsem neplatí. Časem vzniklo zpracováním řady měření na potrubích z různých materiálů (a tedy i o různé absolutní drsnosti) o různých průměrech několik vzorců pro různé oblasti hydraulických odporů. Celkové výsledky jsou shrnuty v Moodyho grafu. Dílčí výsledky zpracovali různí výzkumníci do vzorců pro jednotlivé oblasti odporů.

### Moodyho graf
Moodyho graf (Moodyho diagram, byl pojmenován po svém autorovi Lewisi Ferrym Moodymu) graficky zobrazuje obecně přijímanou závislost součinitele ztráty třením na Reynoldsově čísle a relativní drsnosti potrubí.
V grafu Friction Factor znamená součinitel ztráty třením {\displaystyle \lambda }, Reynolds Number je Reynoldsovo číslo (zde v poněkud nezvyklé formě s použitím dynamické viskozity {\displaystyle \mu } [Pa.s] místo viskozity kinematické {\displaystyle \nu =\mu /\rho } [m2s−1]), Relative Pipe Roughness je relativní drsnost {\displaystyle \epsilon /d} [-] kde {\displaystyle \epsilon } [m] je absolutní drsnost potrubí (viz tabulka orientačních hodnot uvnitř grafu) a {\displaystyle d} [m] vnitřní průměr potrubí.
V levé části nomogramu je uvedena závislost součinitele ztráty třením pro laminární proudění ({\displaystyle Re<2320}), kde platí nepřímá úměra {\displaystyle \lambda =f(Re)}.
Dále navazuje kritická oblast přechodu mezi laminárním a turbulentním prouděním ({\displaystyle 2320<Re<(4000-5000)} - Transition Region - v grafu je označena užší než se běžně udává) kde sice {\displaystyle \lambda } závisí také jen na Re, ale závislost se nedá popsat rovnicí, protože přechod mezi laminárním a turbulentním prouděním zpravidla probíhá skokem.
Dolní obálka svazku křivek (označená Smooth Pipe) platí pro hydraulicky hladké potrubí; zde je relativní drsnost natolik malá, že součinitel ztráty třením {\displaystyle \lambda } na ní nezávisí a je funkcí pouze Reynoldsova čísla, {\displaystyle \lambda =f(Re)}.
Na svazku křivek vyjadřujícím závislost {\displaystyle \lambda =f(Re;\epsilon /d)} jsou patrné dvě oblasti, jejichž hranice je vyznačena čárkovanou čarou s popisem Complete turbulence. Tato hranice je podle Colebrooka popsána rovnicí
{\displaystyle Re={200 \over {\sqrt {\lambda }}}{d \over \epsilon }} .
Vlevo od této hranice je tzv. přechodná oblast odporů, kde beze zbytku platí rovnice {\displaystyle \lambda =f(Re;\epsilon /d)}. Vpravo od této hranice je tzv. kvadratická oblast odporů, kde již součinitel ztráty třením nezávisí na {\displaystyle Re} a je pouze funkcí relativní drsnosti,{\displaystyle \lambda =f(\epsilon /d)}, a v této části jsou tedy křivky rovnoběžné s osou x.

## Vybrané vzorce

### Laminární proudění
Pro oblast laminárního proudění se standardně uvádí Poiseuilleův vztah
{\displaystyle \lambda ={64 \over Re}},
který může zasahovat i do přechodné oblasti mezi laminárním a turbulentním prouděním (viz výše).

### Hydraulicky hladké potrubí
Pro hydraulicky hladké potrubí platí níže uvedené vzorce pro technická potrubí i pro potrubí s homogenní drsností, protože součinitel ztráty třením na drsnosti nezávisí a je funkcí pouze {\displaystyle Re}. V rozmezí {\displaystyle 4.10^{3}<Re<10^{5}} lze použít jednoduchý, v praxi dosti oblíbený Blasiův vztah,
{\displaystyle \lambda ={0,3164 \over Re^{0,25}}}
Teoreticky správnější a údajně přesnější je Prandtlův vzorec
{\displaystyle {1 \over {\sqrt {\lambda }}}=2\log(Re{\sqrt {\lambda }})-0,8},
podle Nikuradseho experimentů přesný do {\displaystyle Re=3.10^{6}}, údajně extrapolovatelný i pro vyšší hodnoty {\displaystyle Re} (až do 108). Jeho nevýhodou je nutnost výpočtu {\displaystyle \lambda } postupným přibližováním. Tuto nevýhodu nemají další vzorce, např. Colebrookovo zjednodušení Nikuradseho vzorce (nezávisle odvozené také Konakovem)
{\displaystyle \lambda ={1 \over {(1,8\log Re-1,52)^{2}}}},
platný pro {\displaystyle 4.10^{3}<Re<10^{5}}, nebo vzorec Altšulův
{\displaystyle {1 \over {\sqrt {\lambda }}}=1,82\log {Re \over 100}+2}
platný v rozsahu {\displaystyle 2,5.10^{3}<Re<10^{12}}

### Přechodná oblast odporů
V přechodné oblasti odporů je nejznámější vzorec Colebrooka a Whitea
{\displaystyle {1 \over {\sqrt {\lambda }}}=-2\log {\biggl (}{2,51 \over {Re{\sqrt {\lambda }}}}+{\epsilon  \over {3,71d}}{\biggr )}}
který platí pro {\displaystyle Re>4.10^{3}} a je uznáván jako nejpřesnější a s nejširší platností. Pokud je druhý člen v závorce dostatečně malý (je malá relativní drsnost), lze jej vůči prvnímu členu zanedbat a vztah vlastně přecházi do vzorce pro hydraulicky hladké potrubí. Pokud naopak je při velkém {\displaystyle Re} a {\displaystyle \lambda } malý první člen, přechází vztah do vzorce pro kvadratickou oblast. Pokud mají oba členy zhruba stejnou váhu, platí výsledek v přechodné oblasti odporů. Poněkud nepříjemné je, že vzorec je implicitní a tudíž je nutné výpočet provést nejjednodušeji postupným přibližováním.
Nevýhodu implicitnosti nemá vzorec Altšula o stejné oblasti platnosti
{\displaystyle \lambda =0,11{\biggl (}{68 \over Re}+{\epsilon  \over d}{\biggr )}^{0,25}} .
Dosti používaný je i Moodyho vztah
{\displaystyle \lambda =0,0053\left[1+{\biggl (}2000{\epsilon  \over d}+{10^{6} \over Re}{\biggr )}^{1/3}\right]}
platící pro {\displaystyle 4.10^{3}<Re<10^{7}} a současně {\displaystyle \epsilon /d<10^{-1}}.

### Kvadratická oblast
V kvadratické oblasti je použitelný vzorec Nikuradseho
{\displaystyle \lambda ={0,25 \over {\bigl (}\log {3,71d \over \epsilon }{\bigr )}^{2}}}
či jednoduchý vztah Šifrinsona
{\displaystyle \lambda =0,11{\biggl (}{\epsilon  \over d}{\biggr )}^{0,25}}
platný pro {\displaystyle 10^{4}<Re<10^{8}} a současně {\displaystyle 10^{-5}<\epsilon /d<10^{-1}}.

## Určení součinitele ztráty třením z Chézyho rovnice
Porovnáním vyjádření ztrát, resp. sklonu čáry energie, z Darcy-Weisbachovy rovnice a rovnice Chézyho lze snadno odvodit vztah
{\displaystyle C={\sqrt {8g \over \lambda }}} čili {\displaystyle \lambda ={8g \over C^{2}}}.
kde {\displaystyle C} je Chézyho rychlostní součinitel. Tyto vztahy můžeme použít pro vzájemný přepočet, avšak musíme vést v patrnosti, že Chézyho rovnice byla odvozena a platí pouze pro kvadratickou oblast odporů.